# بطولة العالم للجودو 2023
بطولة العالم للجودو لعام 2023 في الفترة من 7 إلى 14 مايو 2023 في صالة علي بن حمد العطية بمدينة الدوحة في قطر. وهي جزء من جولة اتحاد الجودو الدولي العالمية وجولة تأهيل لدورة الألعاب الأولمبية الصيفية 2024 في باريس ، فرنسا.